# Dominikanische Fußballnationalmannschaft/Olympische Spiele
Die dominikanische Fußballnationalmannschaft nahm erstmals an der Qualifikation für die  Olympischen Spiele in Mexiko teil und bestritt dabei ihr erstes Länderspiel, scheiterte aber in der Vorrunde nicht zum letzten Mal am Nachbarn Haiti.  Danach nahm die Mannschaft nicht immer an den Qualifikationen teil. Bis einschließlich 1988 nahm die A-Nationalmannschaft an der Qualifikation teil. 2023 konnte sich dann erstmals die U23-Mannschaft für die Olympischen Spiele 2024 qualifizieren.

## Ergebnisse bei Olympischen Spielen

### 1968
- Qualifikation
  - Vorrunde:
    - 21. Mai 1967: Dominikanische Republik – Haiti 0:8 (in San Cristóbal) – Erstes Länderspiel der Dominikanischen Republik
    - 27. Mai 1967: Haiti –  Dominikanische Republik 6:0  (in Port-au-Prince)

### 1972
Nicht teilgenommen.

### 1976
- Olympia-Qualifikation:
  - Vorrunde:
    - 13. März 1975: Jamaika –  Dominikanische Republik 1:0  (in Kingston)
    - 20. März 1975:  Dominikanische Republik – Jamaica 1:3 (in San Cristóbal)

### 1980
- Olympia-Qualifikation:
  - 1. Runde:
    - 31. März 1979: Haiti –  Dominikanische Republik  4:1 (in Port-au-Prince)
    - 27. Mai 1979:  Dominikanische Republik – Haiti 0:3 (in San Cristóbal)

### 1984
Nicht teilgenommen.

### 1988
- Olympia-Qualifikation:
  - 1. Runde:
    - 26. April 1987: Antigua and Barbuda –  Dominikanische Republik  1:1
    - 03. Mai 1987: Dominikanische Republik – Antigua and Barbuda 0:0 – Die Dominikanische Republik erreicht aufgrund der Auswärtstorregel die 2. Runde

  - 2. Runde:
    - 31. Mai 1987: Guyana – Dominikanische Republik 4:0
    - 7. Juni 1987: Dominikanische Republik – Guyana 2:1

### 1992
Nicht teilgenommen.

### 1996
Nicht teilgenommen.

### 2000
- 1. Runde der Qualifikation für die CONCACAF-Olympia-Qualifikation:
  - 22. August 1999: Haiti –  Dominikanische Republik  3:2 (in Port-au-Prince)
  - 05. September 1999:  Dominikanische Republik – Haiti 1:0 (in San Cristóbal)  – Die Dominikanische Republik erreicht aufgrund der Auswärtstorregel die 2. Runde
- 2. Runde:
  - 19. September 1999:   Dominikanische Republik – Kuba 0:4 (in San Cristóbal)
  - 24. Oktober 1999: Kuba  –  Dominikanische Republik  3:0 (in Havanna)

### 2004
- 1. Runde der Qualifikation für die CONCACAF-Olympia-Qualifikation:
  - 12. Oktober 2003:  Dominikanische Republik – Haiti 1:0  (in San Cristóbal)
  - 12. Oktober 2003: Haiti –  Dominikanische Republik  1:0 (in Miami)

Miami

### 2008
- 1. Runde der Qualifikation für die CONCACAF-Olympia-Qualifikation in Basseterre, St. Kitts und Nevis:
  - 09. September 2007: St. Kitts und Nevis –  Dominikanische Republik 1:1
  - 11. September 2007: Haiti –  Dominikanische Republik 0:0

Als Gruppenzweiter verpasst die Dominikanische Republik die Finalrunde und damit die Olympischen Spiele in Peking.

### 2012
Nicht teilgenommen.

### 2016
- Qualifikation für die CONCACAF-Olympia-Qualifikation in der Dominikanischen Republik:
  - Gruppenspiele in  Santo Domingo:
    - 26. Juni 2015: Dominikanische Republik U23 – Saint Lucia U23 3:0
    - 28. Juni 2015: Dominikanische Republik U23 – Jamaika U23 0:4

Als Gruppenzweiter verpasst die Dominikanische Republik die Finalrunde und damit die Olympischen Spiele in Rio de Janeiro.

### 2020
Das Nord- und Zentralamerikanische Qualifikationsturnier sollte ursprünglich vom 20. März bis 1. April 2020 stattfinden, wurde jedoch wegen der COVID-19-Pandemie ebenso wie das Turnier in Japan verschoben und fand schließlich vom 18. bis 30. März 2021 in Mexiko statt.
Die musste sich dabei bei einem Turnier, das sie ausrichtete qualifizieren. Alle Spiele fanden in San Cristóbal statt:
- 17. Juli 2019: Dominikanische Republik U23 – Saint Lucia U23 3:1
- 19. Juli 2019: Dominikanische Republik U23 – Antigua and Barbuda U23 4:0
- 21. Juli 2019: Puerto Rico – Dominikanische Republik U23 1:2

Als Sieger spielte die dann noch gegen ein höher rangiertes Team um die Teilnahme an der Olympia-Qualifikation:
- 22. September 2019: Saint Kitts und Nevis U23  – Dominikanische Republik U23 0:2 n. V.

- Olympia-Qualifikation:
  - Vorrunde:
    - 18. März 2021: Mexiko U23 – Dominikanische Republik U23 4:1 (in Guadalajara)
    - 21. März 2021: Dominikanische Republik U23 – USA U23 0:4 (in Zapopan)
    - 24. März 2021: Costa Rica U23 – Dominikanische Republik U23 5:0 (in Guadalajara)

Die Dominikanische Republik verpasst als Gruppenletzter die K.-o.-Runde und damit die Olympischen Spiele in Tokio.

### 2024
- Olympia-Qualifikation:

Als Qualifikation diente die CONCACAF-U20-Meisterschaft 2022, die vom 18. Juni bis 3. Juli 2022 Honduras stattfand. Die Dominikanische Republik musste sich dafür bei einem Turnier qualifizieren. Alle Spiele fanden in Santo Domingo statt.
- - 05. November 2021: Dominikanische Republik – Anguilla 6:0
  - 07. November 2021: Dominikanische Republik –  Saint Martin 2:0
  - 11. November 2021: Belize – Dominikanische Republik 0:2
  - 13. November 2021: Dominikanische Republik –  St. Lucia 2:2 – Die Dominikanische Republik qualifiziert sich als Gruppensieger für die K.o.-Runde der U20-Meisterschaft 2022
- K.o.-Runde in San Pedro Sula:
  - Achtelfinale, 26. Juni 2022: El Salvador – Dominikanische Republik 4:5
  - Viertelfinale, 29. Juni 2022: Dominikanische Republik – Jamaika 1:0
  - Halbfinale, 1. Juli 2022: Dominikanische Republik – Guatemala 2:2 n. V., 4:2 i. E.  – Die Dominikanische Republik qualifiziert sich für die Olympischen Spiele
  - Finale, 3. Juli 2022: USA – Dominikanische Republik 6:0

#### Olympische Spiele in Paris
Bei der Auslosung am 20. März 2024 war die Dominikanische Republik zusammen mit der ebenfalls erstmals für die Olympischen Spiele qualifizierten Mannschaft der Ukraine, Israel und dem Sieger des Play-offs zwischen den Vierten der CAF- und AFC-Qualifikation Topf 4 zugeordnet. Gegner sind Ägypten, Spanien und eine Mannschaft, die sich in der AFC-Qualifikation noch qualifizieren musste und dort den 2. Platz belegte, was Usbekistan wurde. Spielberechtigt sind Spieler, die nach dem 31. Dezember 2000 geboren sind, plus drei ältere Spieler.
- Vorrunde:
  - 24. Juli 2024 um 17:00 Uhr MESZ in Nantes: Ägypten – Dominikanische Republik 0:0
  - 27. Juli 2024 um 15:00 Uhr MESZ in Bordeaux : Dominikanische Republik – Spanien 1:3 (1:1)
  - 30. Juli 2024 um 15:00 MESZ in Paris: Dominikanische Republik – Usbekistan 1:1 (0:0) – als Gruppendritte ausgeschieden